# Grevillea acacioides
Grevillea acacioides es una especie de arbusto perteneciente a la familia  Proteaceae, endémica de Western Australia donde se encuentra en el matorral bajo o entre los árboles de tamaño medio.

## Descripción
Tiene un tallo erecto, alcanzando una altura de entre 1 y 3 metros, con hojas que tienen de 30 a 85 mm de largo y 1 mm de ancho. Las flores aparecen sobre todo de mayo a septiembre en las especies nativas. Estas son de color blanco o verde.

## Taxonomía
Grevillea acacioides fue descrita formalmente por  Donald McGillivray en 1986 basado en el material vegetal recolectado el este de Australia Occidental por Charles Austin Gardner en 1931. Fue publicado en New Names Grevillea 1, en el año 1986.
Etimología
Grevillea, el nombre del género fue nombrado en honor de Charles Francis Greville, cofundador de la Royal Horticultural Society.
acaciodes: el epíteto está compuesto por el nombre del género Acacia + oides, sufijo que significa igual, refiriéndose a la similitud entre la especie y el género.